# Aspach (bei Backnang)
Aspach ist eine Gemeinde im Rems-Murr-Kreis in Baden-Württemberg. Der Sitz der Gemeindeverwaltung befindet sich im Ortsteil Großaspach.

## Geographie

### Geographische Lage
Aspach hat Anteil an den Naturräumen Schwäbisch-Fränkische Waldberge und Neckarbecken. Es liegt am Südrand der Löwensteiner Berge in 254 bis 516 Meter Höhe. Westlich des Ortsteils Kleinaspach liegt der Hardtwald.

### Nachbargemeinden
Aspach grenzt im Nordwesten an Großbottwar und Oberstenfeld (beide Landkreis Ludwigsburg), im Nordosten an Spiegelberg, im Osten an Oppenweiler, im Südosten und Süden an Backnang, im Südwesten an Kirchberg an der Murr (alle Rems-Murr-Kreis) und im Westen im Bereich des Hardtwalds an Steinheim an der Murr sowie kleinere Exklaven von Murr, Pleidelsheim, Erdmannhausen und Marbach am Neckar (alle Landkreis Ludwigsburg).

### Gemeindegliederung
Die Gemeinde besteht aus den Ortsteilen und ehemaligen Gemeinden Großaspach, Kleinaspach, Allmersbach am Weinberg und Rietenau. Zu diesen Ortsteilen gehören noch weitere räumlich getrennte Weiler und Wohnplätze mit eigenem Namen, die nur sehr wenige Einwohner haben:
- zu Allmersbach am Weinberg: das Dorf Allmersbach am Weinberg mit den abgegangenen Wohnplätzen Mittlerer Hof[3] und Oberer Hof.[4]

- zu Großaspach: das Dorf Großaspach, die Weiler Fürstenhof, Karlshof und Wüstenbachhof und die Wohnplätze Stegmühle und Talmühle sowie die abgegangenen Siedlungen Greussen,[5] Schafhaus und das verschwundene Bürgle.
- zu Kleinaspach: das Dorf Kleinaspach, die Weiler Altersberg, Einöd, Hintervöhrenberg, Hornungshof, Röhrach (oder Röhrachhof), Sinzenburg, Steinhausen, Völkleshofen und Warthof sowie die Wüstungen Hetzelhof[6] und Burg Steinhausen.
- zu Rietenau: das Dorf Rietenau, das Gehöft Schönenbühl[7] und die abgegangenen Einzelsiedlungen Katzenhof (auch Katzenbachhof)[8][9] und Mönchshaus.[10]

### Flächenaufteilung
Nach Daten des Statistischen Landesamtes, Stand 2014.

## Geschichte

### Kreiszugehörigkeit
Die Dörfer der Gemarkung Aspach gehörten auf Grund der Kreisreform während der NS-Zeit in Württemberg von 1938 bis 1973 zum Landkreis Backnang. Nach dem Zweiten Weltkrieg gelangten die Dörfer in die Amerikanische Besatzungszone und somit zum neu gegründeten Land Württemberg-Baden, das 1952 im jetzigen Bundesland Baden-Württemberg aufging. Durch die Kreisreform in Baden-Württemberg kam Aspach 1973 zum Rems-Murr-Kreis.

### Gemeindefusion
Die Großgemeinde Aspach wurde am 1. Februar 1972 im Rahmen der Gemeindereform in Baden-Württemberg aus den bis dahin selbstständigen Gemeinden Großaspach, Kleinaspach, Rietenau und Allmersbach am Weinberg neu gebildet.

### Ortsteile

#### Allmersbach am Weinberg
Allmersbach gehörte seit 1811 zum Oberamt Marbach und kam mit dessen Auflösung 1938 zum Landkreis Backnang.

#### Großaspach

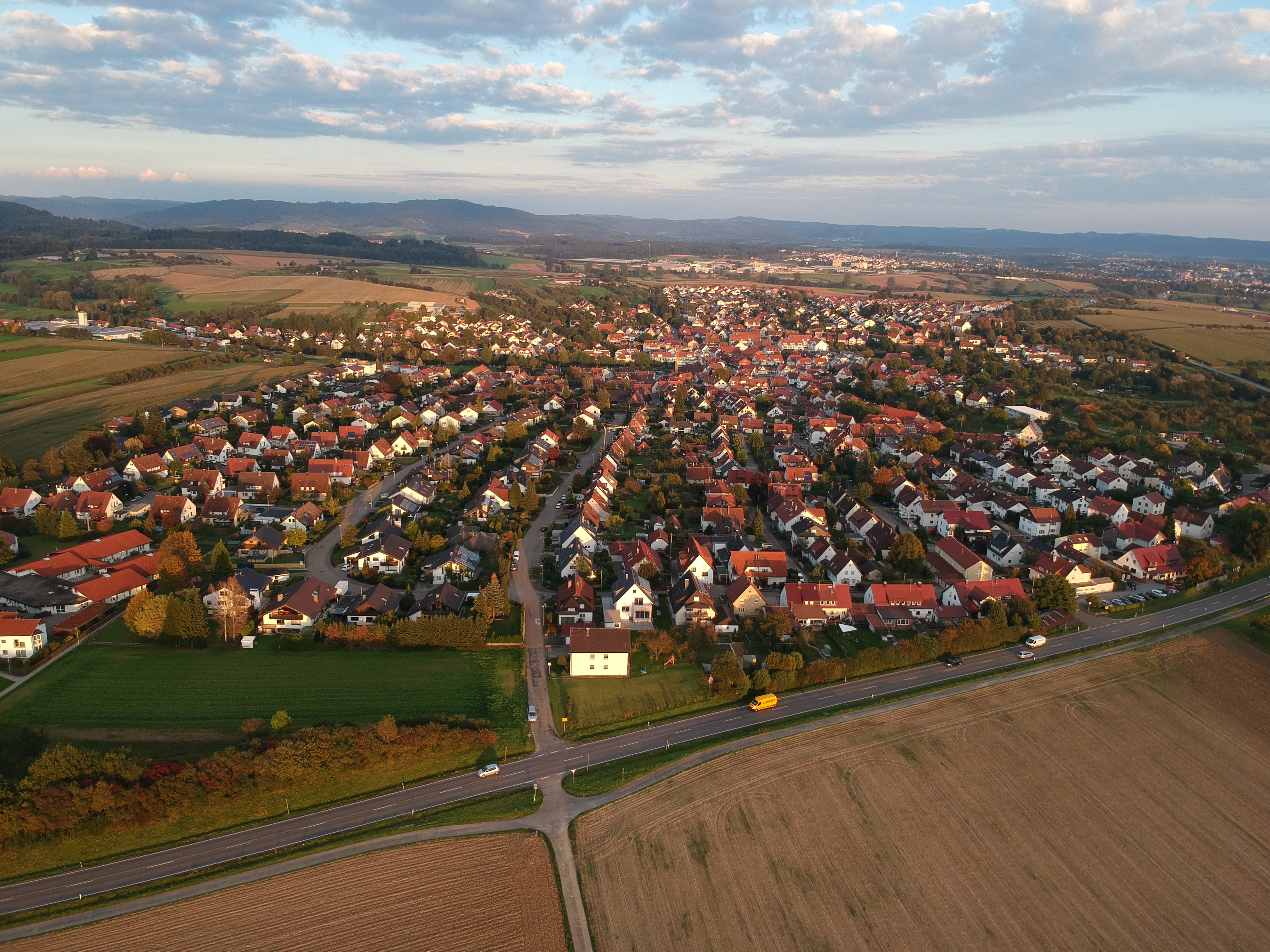
Blick über Großaspach aus westlicher Richtung

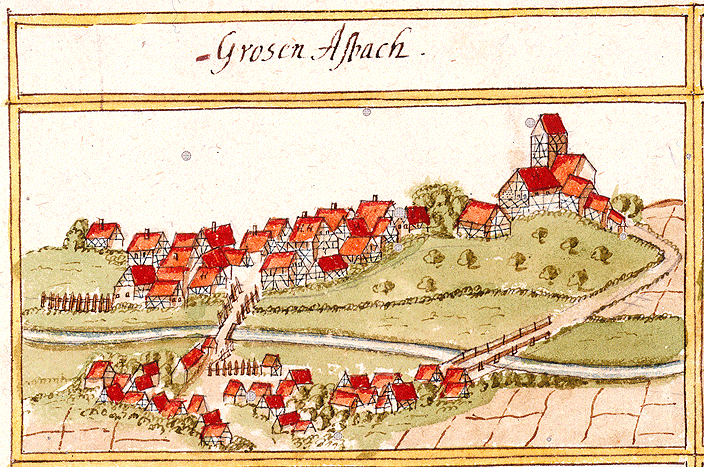
Grosen Asbach um 1685

Großaspach wurde erstmals Mitte des 10. Jahrhunderts im Lorscher Codex erwähnt. Es ging Mitte des 11. Jahrhunderts an die Grafen von Calw. Später gehörte der Ort den Grafen von Löwenstein. 1388 kauften die Herren Sturmfeder von Oppenweiler den Ort. Aber schon 1442 erwarb Ulrich von Württemberg eine Ortshälfte. Der Rest fiel 1806 an das neue Königreich Württemberg. Der Ort wurde dem Oberamt Backnang unterstellt und kam 1938 zum Landkreis Backnang.

#### Kleinaspach
Erst 1357 wurde Kleinaspach erstmals urkundlich erwähnt. Damals verkauften die Herren von Lichtenberg den Ort an die Württemberger. Dort gehörte er lange Zeit zum Oberamt Bottwar, mit dem er 1810 zum Oberamt Marbach kam. Als dieses 1938 aufgelöst wurde, fiel Kleinaspach an den Landkreis Backnang.

#### Rietenau
Der Teilort Rietenau wurde erstmals 1103 urkundlich erwähnt, als er zum Kloster Hirsau kam.
Rechtsstreit um den Verkauf der Gemeinde Rietenau:
In der zweiten Hälfte des 13. Jahrhunderts kam es zwischen dem Kloster Hirsau und dem Kloster Mariental in Steinheim zu einem mehrjährigen Rechtsstreit, bei dem es um den Verkauf Rietenaus und zugehöriger Patronatsrechte an das Kloster in Steinheim ging.
Am 6. Oktober 1262 wurden das Dorf Rietenau und ein Hof in Benningen am Neckar vom Abt Volland von Hirsau an das Kloster in Steinheim verkauft.
Der Verkauf der Gemeinde Rietenau wurde von dieser nicht anerkannt. Der Prior B. des Heiligen Grabes in Speyer entschied jedoch, dass der Kauf rechtens war und Rietenau an das Kloster Steinheim ging.
Es wurde weiterhin die Anerkennung der Rechte des Steinheimer Klosters abgelehnt. Daraufhin wies am 15. Oktober 1265 der Propst Otto von St. Wido in Speyer den Kämmerer in Murr an, dass, falls die Gemeinde Rietenau weiterhin nicht einsichtig ist, die Gemeinde feierlich zu exkommunizieren sei und mit dem Interdikt belegt werde, das der Gemeinde jegliche gottesdienstliche Handlungen untersagen würde.
Am 29. September 1270 wurde schließlich der Verkauf der Gemeinde Rietenau durch Abt Volland und den Konvent Hirsau an das Kloster Steinheim beurkundet.
Bis zur Reformation bestand im Wald nordöstlich von Rietenau eine Einsiedlerklause, von der sich jedoch keine Urkunden erhalten haben. Noch heute weisen die Flurnamen Heiligental, Mönchsbrunnen, Mönchsgarten und Mönchsklinge auf die Anwesenheit von Eremiten hin.

Im Zuge der Reformation gelangte Rietenau 1564 an Württemberg, zunächst zum Kirchengut, seit 1618 zum Amt Marbach. Mit der Gründung des Königreichs Württemberg kam Rietenau 1806 zum Oberamt Backnang, seit 1938 Landkreis Backnang.

Historische Ansichten der Ortsteile (17. Jahrhundert)
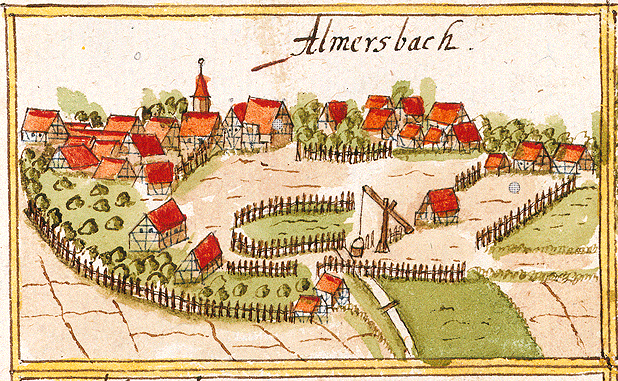
Allmersbach am Weinberg (um 1685)
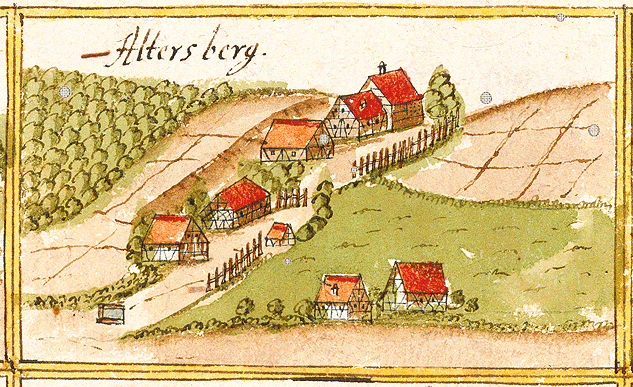
Altersberg (um 1685)
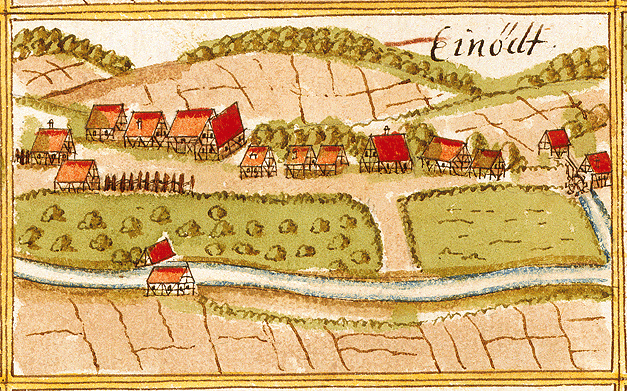
Einöd (um 1685)
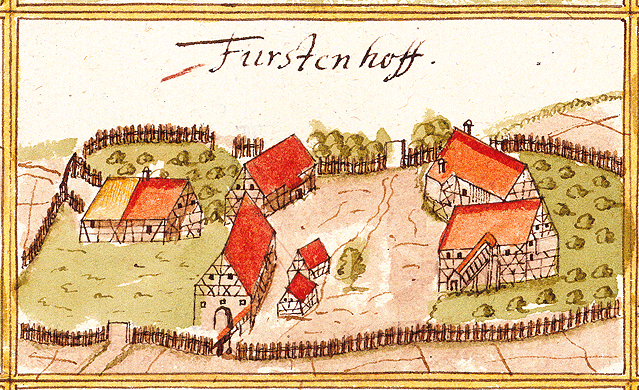
Fürstenhof (1685)
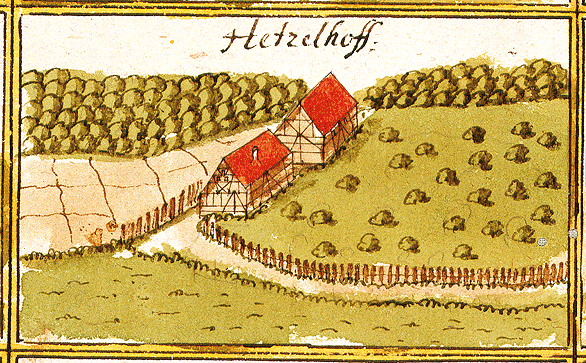
Hetzelhof (1685, untergegangen im 19. Jahrhundert)
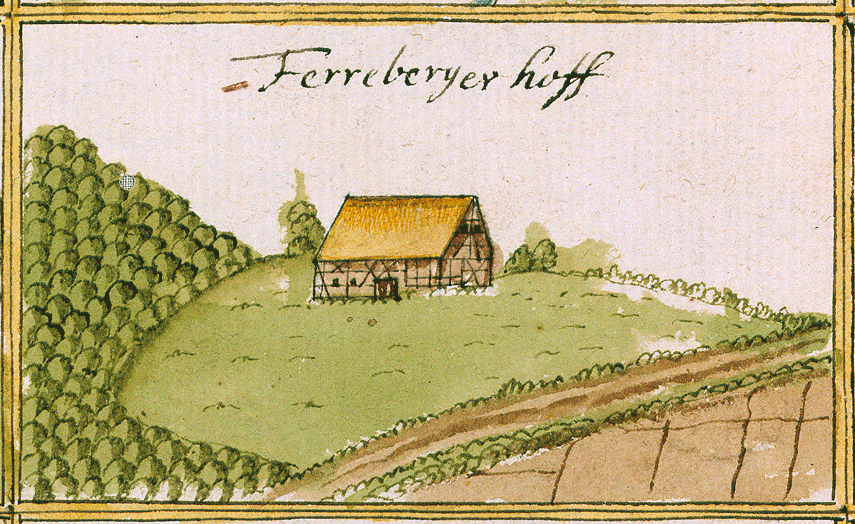
Hintervöhrenberg
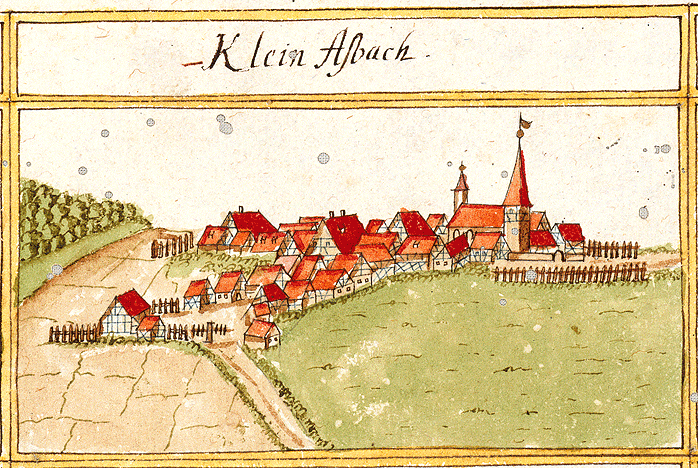
Kleinaspach
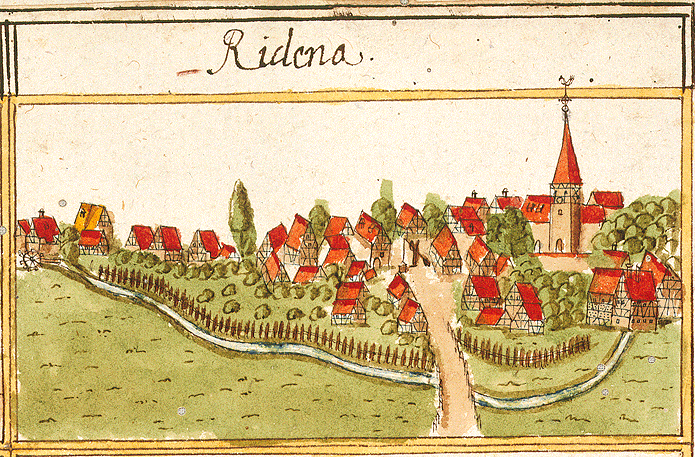
Ridena (Rietenau)
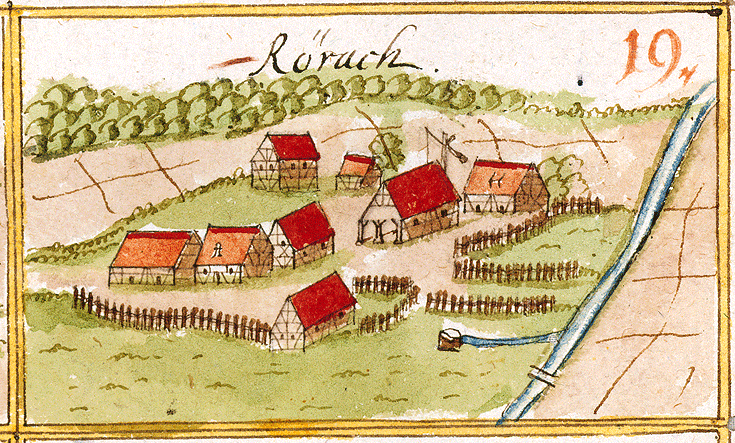
Röhrach
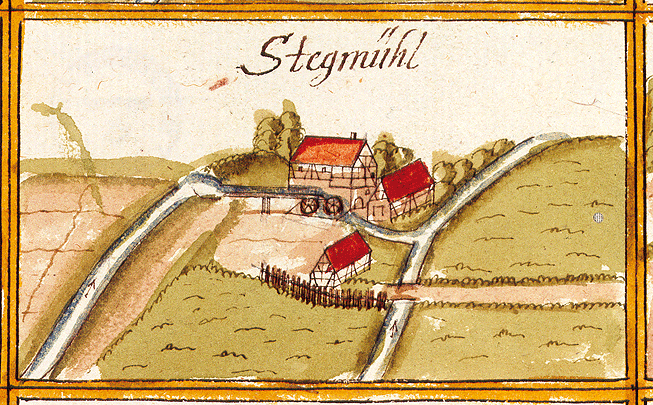
Stegmühl (Stegmühle)
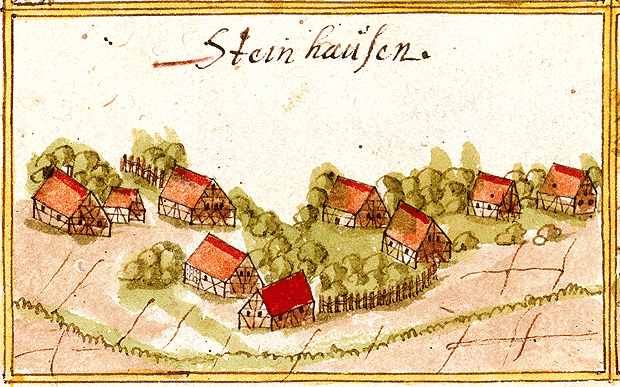
Steinhausen
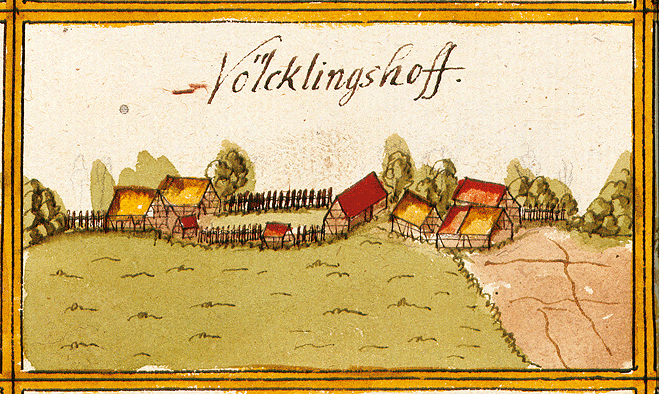
Völkleshofen
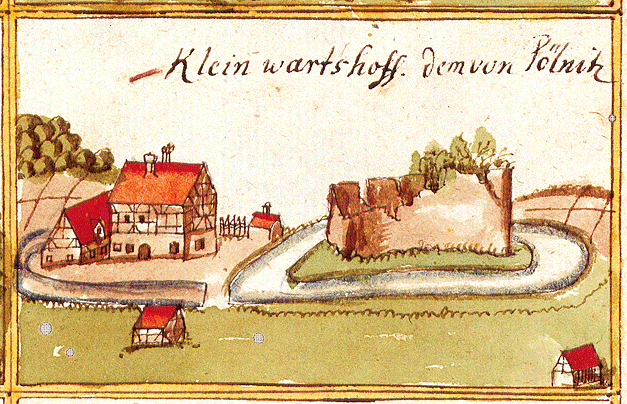
Klein Wartshoff von den Pölnitz (Warthof)
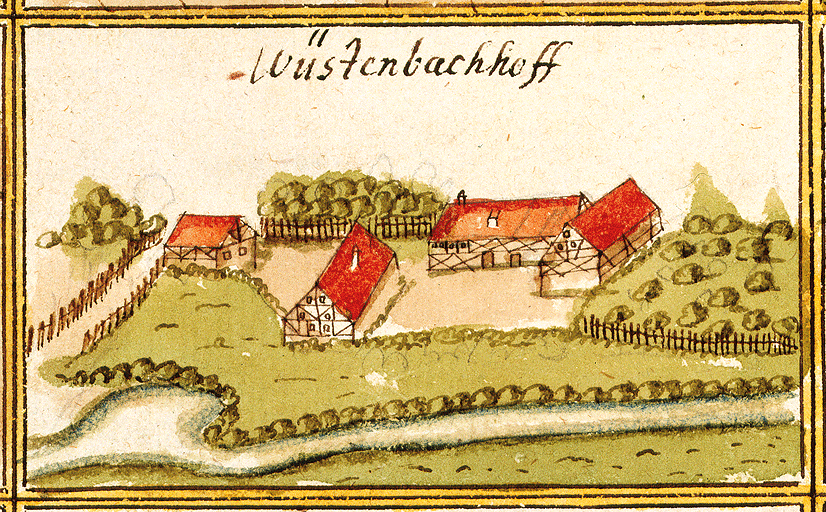
Wüstenbachhoff (Wüstenbach)

Wappen der Ortsteile
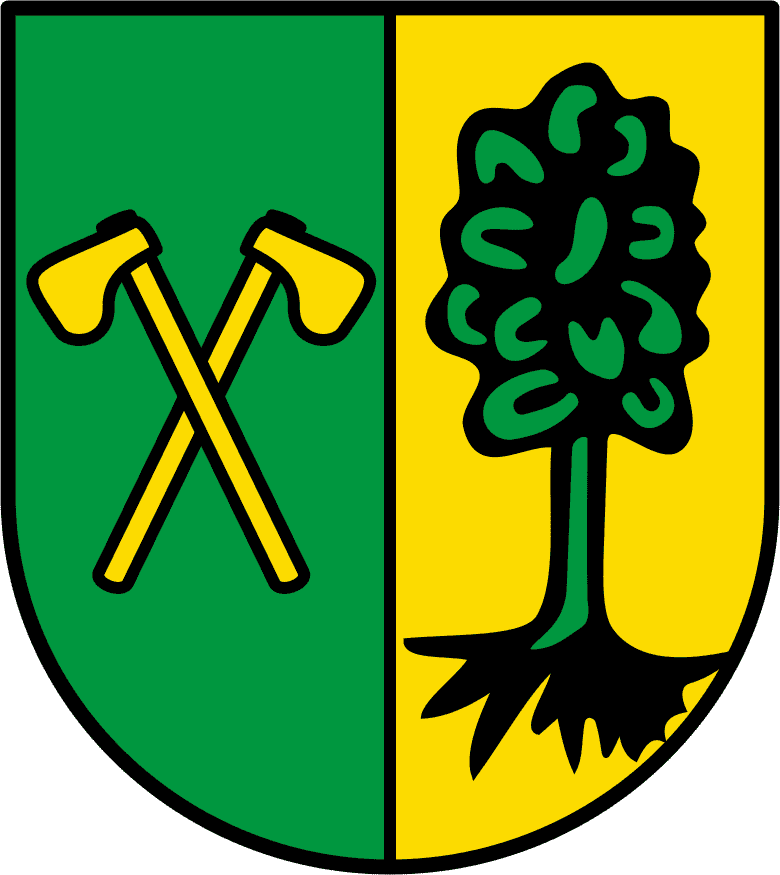
Großaspach
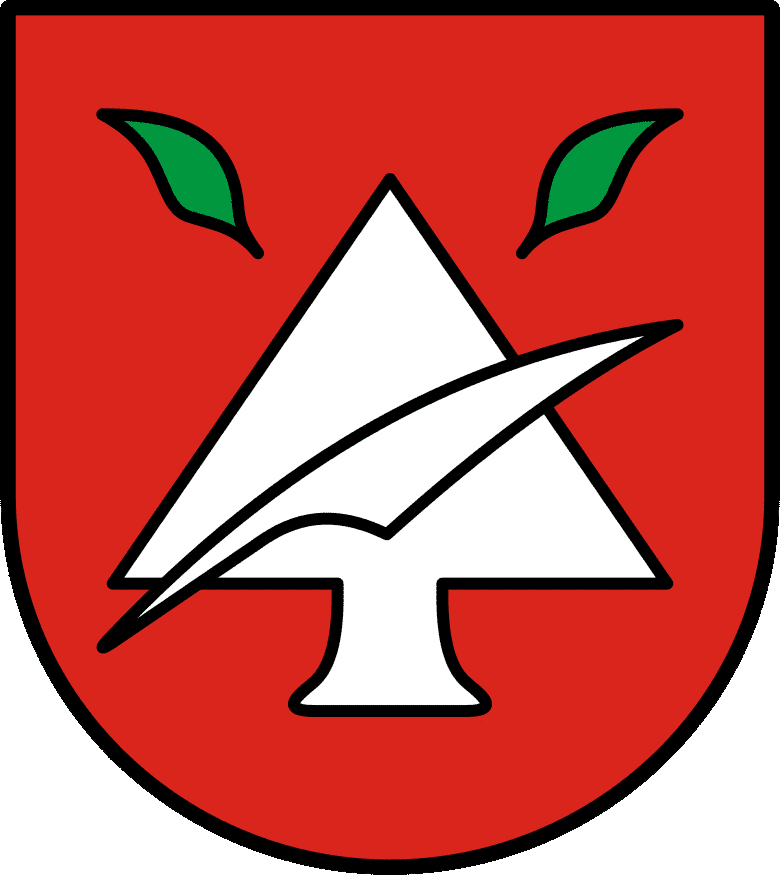
Kleinaspach
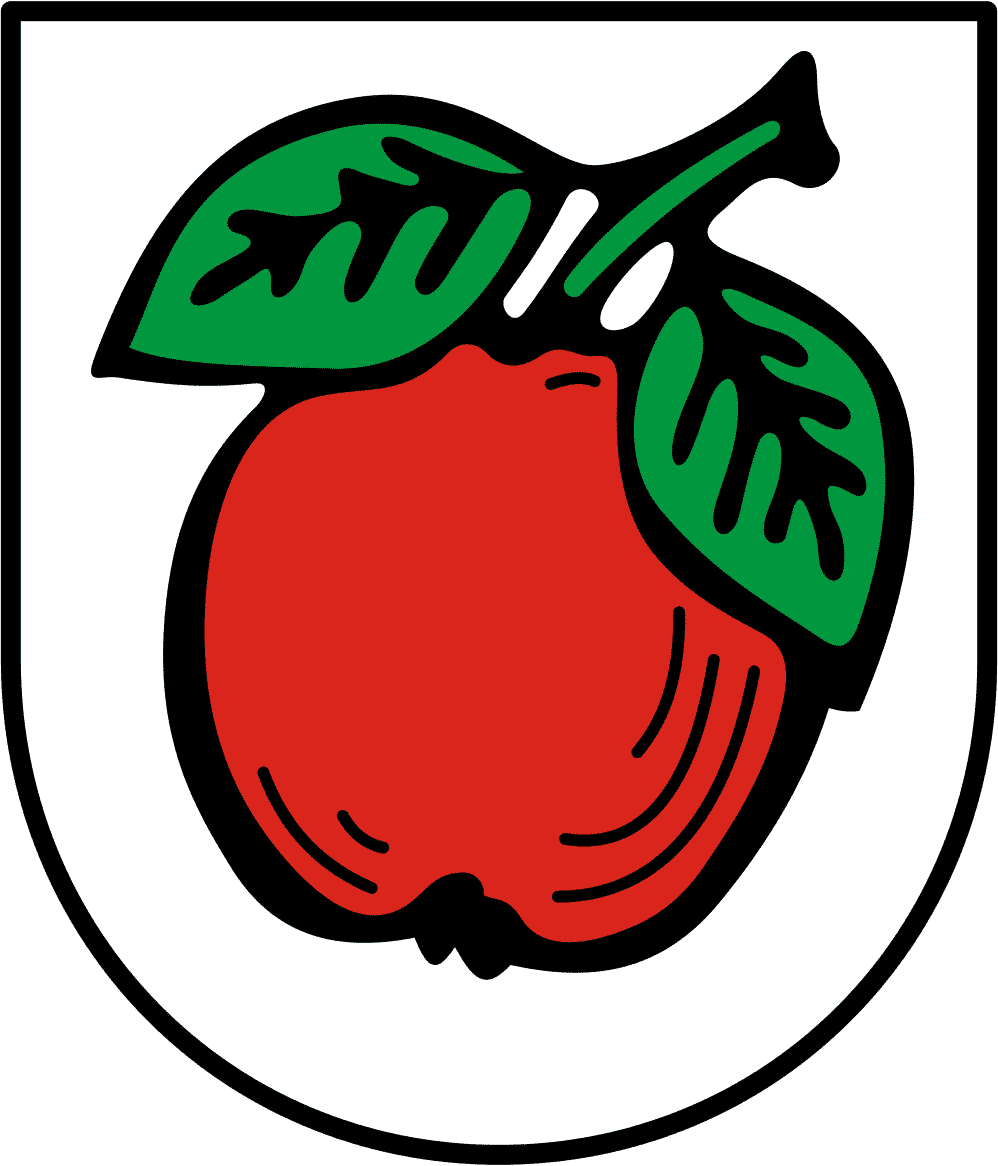
Rietenau
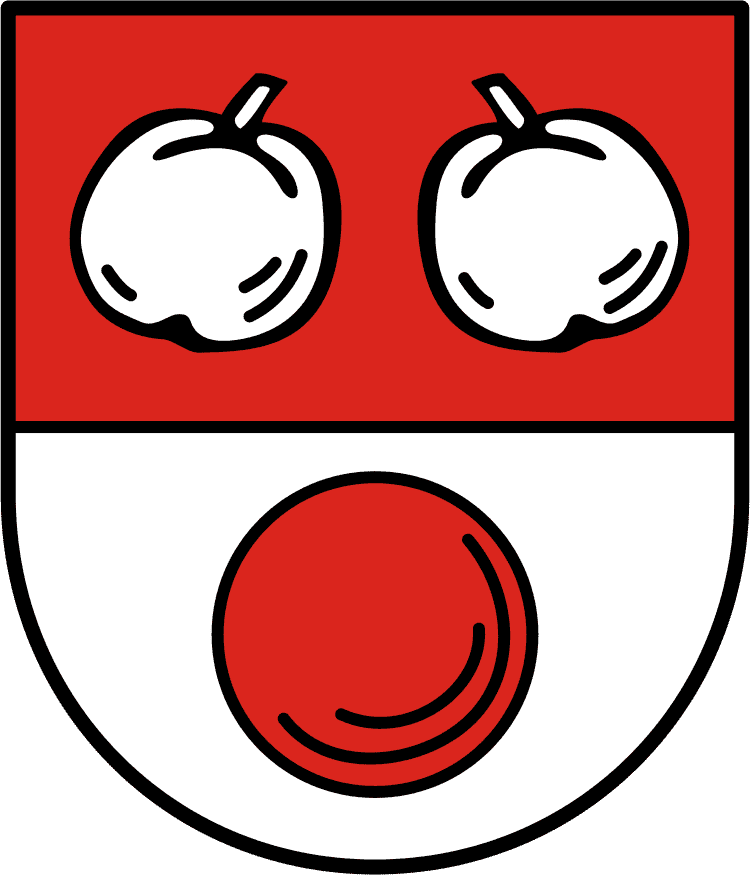
Allmersbach am Weinberg

## Politik

### Gemeinderat
Der Gemeinderat in Aspach hat 18 Mitglieder. Der Gemeinderat besteht aus den gewählten ehrenamtlichen Gemeinderäten und dem Bürgermeister als Vorsitzendem. Der Bürgermeister ist im Gemeinderat stimmberechtigt.
Die Kommunalwahl am 9. Juni 2024 führte zu folgendem Endergebnis (mit Vergleichszahlen der beiden vorangegangenen Wahlen):

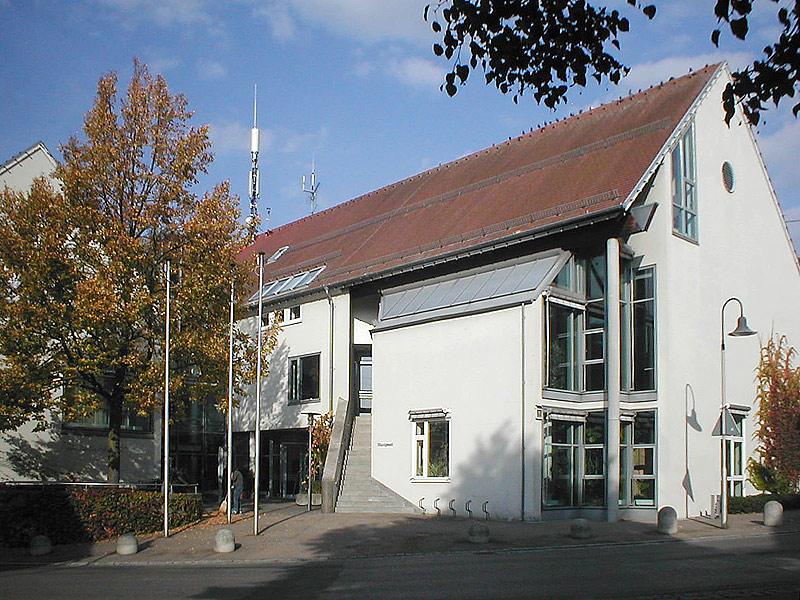
Rathaus von Aspach

| Parteien und Wählergemeinschaften | Parteien und Wählergemeinschaften                                          | % 2024 | Sitze 2024 | % 2019 | Sitze 2019 | % 2014 | Sitze 2014 | Kommunalwahl 2024 %6050403020100 51,8 %33,3 %14,9 % FWCDU/BWSPD/ADGewinne und Verlusteim Vergleich zu 2019 %p 6 4 2 0 −2 −4 −6 −8+1,5 %p+5,44 %p−6,94 %pFWCDU/BWSPD/AD |
| FWA                               | Freie Wählervereinigung Aspach                                             | 51,8   | 9          | 50,30  | 9          | 48,05  | 9          | Kommunalwahl 2024 %6050403020100 51,8 %33,3 %14,9 % FWCDU/BWSPD/ADGewinne und Verlusteim Vergleich zu 2019 %p 6 4 2 0 −2 −4 −6 −8+1,5 %p+5,44 %p−6,94 %pFWCDU/BWSPD/AD |
| CDU/BWA                           | Christlich Demokratische Union Deutschlands/Bürgerliche Wählerliste Aspach | 33,3   | 6          | 27,86  | 5          | 30,80  | 6          | Kommunalwahl 2024 %6050403020100 51,8 %33,3 %14,9 % FWCDU/BWSPD/ADGewinne und Verlusteim Vergleich zu 2019 %p 6 4 2 0 −2 −4 −6 −8+1,5 %p+5,44 %p−6,94 %pFWCDU/BWSPD/AD |
| SPD/AD                            | Sozialdemokratische Partei Deutschlands/Aspacher Demokraten                | 14,9   | 3          | 21,84  | 4          | 19,16  | 3          | Kommunalwahl 2024 %6050403020100 51,8 %33,3 %14,9 % FWCDU/BWSPD/ADGewinne und Verlusteim Vergleich zu 2019 %p 6 4 2 0 −2 −4 −6 −8+1,5 %p+5,44 %p−6,94 %pFWCDU/BWSPD/AD |
| Gesamt                            | Gesamt                                                                     | 100    | 18         | 100    | 18         | 100    | 18         | Kommunalwahl 2024 %6050403020100 51,8 %33,3 %14,9 % FWCDU/BWSPD/ADGewinne und Verlusteim Vergleich zu 2019 %p 6 4 2 0 −2 −4 −6 −8+1,5 %p+5,44 %p−6,94 %pFWCDU/BWSPD/AD |
| Wahlbeteiligung                   | Wahlbeteiligung                                                            | 64,2 % | 64,2 %     | 60,2 % | 60,2 %     | 50,3 % | 50,3 %     | Kommunalwahl 2024 %6050403020100 51,8 %33,3 %14,9 % FWCDU/BWSPD/ADGewinne und Verlusteim Vergleich zu 2019 %p 6 4 2 0 −2 −4 −6 −8+1,5 %p+5,44 %p−6,94 %pFWCDU/BWSPD/AD |

### Bürgermeisterin
Bürgermeisterin ist Sabine Welte-Hauff (parteilos). Bei der Bürgermeisterwahl am 30. September 2018 konnte sie mit 54,41 Prozent der gültigen Stimmen gegen drei weitere Kandidaten im 1. Wahlgang die Wahl für sich entscheiden.

### Verwaltungsgemeinschaft
Aspach ist seit 1975 Mitglied der vereinbarten Verwaltungsgemeinschaft Backnang.

### Wappen
Die Blasonierung des Wappens lautet: „Von Grün und Silber im Wellenschnitt schräglinks geteilt, das silberne Feld oben in ein schräges silbernes Espenblatt, das grüne Feld unten in einer grüne Weintraube auslaufend.“

### Gemeindepartnerschaft
Aspach unterhält seit 1997 partnerschaftliche Beziehungen zu Chemillé (Chemillé-en-Anjou) in der Region Pays-de-la-Loire (Département Maine-et-Loire) in Frankreich.

## Kultur und Sehenswürdigkeiten

### Bauwerke
In Großaspach befindet sich die evangelische Pfarrkirche St. Juliana, deren Turmunterstock aus romanischer Zeit stammt und die ihre heutige Gestalt durch einen Umbau 1780 erhielt. Taufstein und Altarkreuz stammen aus dem 15. und 16. Jahrhundert (siehe Kirchengemeinde Großaspach). Das Alte Rathaus ist eine typische Fachwerkskonstruktion des 16. Jahrhunderts mit charakteristischem Dachreiter, die im Laufe der Zeit vielfach umgebaut wurde. Im ehemaligen Schlössle Großaspach ist heute das evangelische Pfarramt untergebracht. Das Herrenhaus entstand im 17. Jahrhundert und diente den Herren von Sturmfeder als Witwensitz. Das Schlössle Rietenau war einst der Sitz der geadelten Familie Minner von Rietenau.

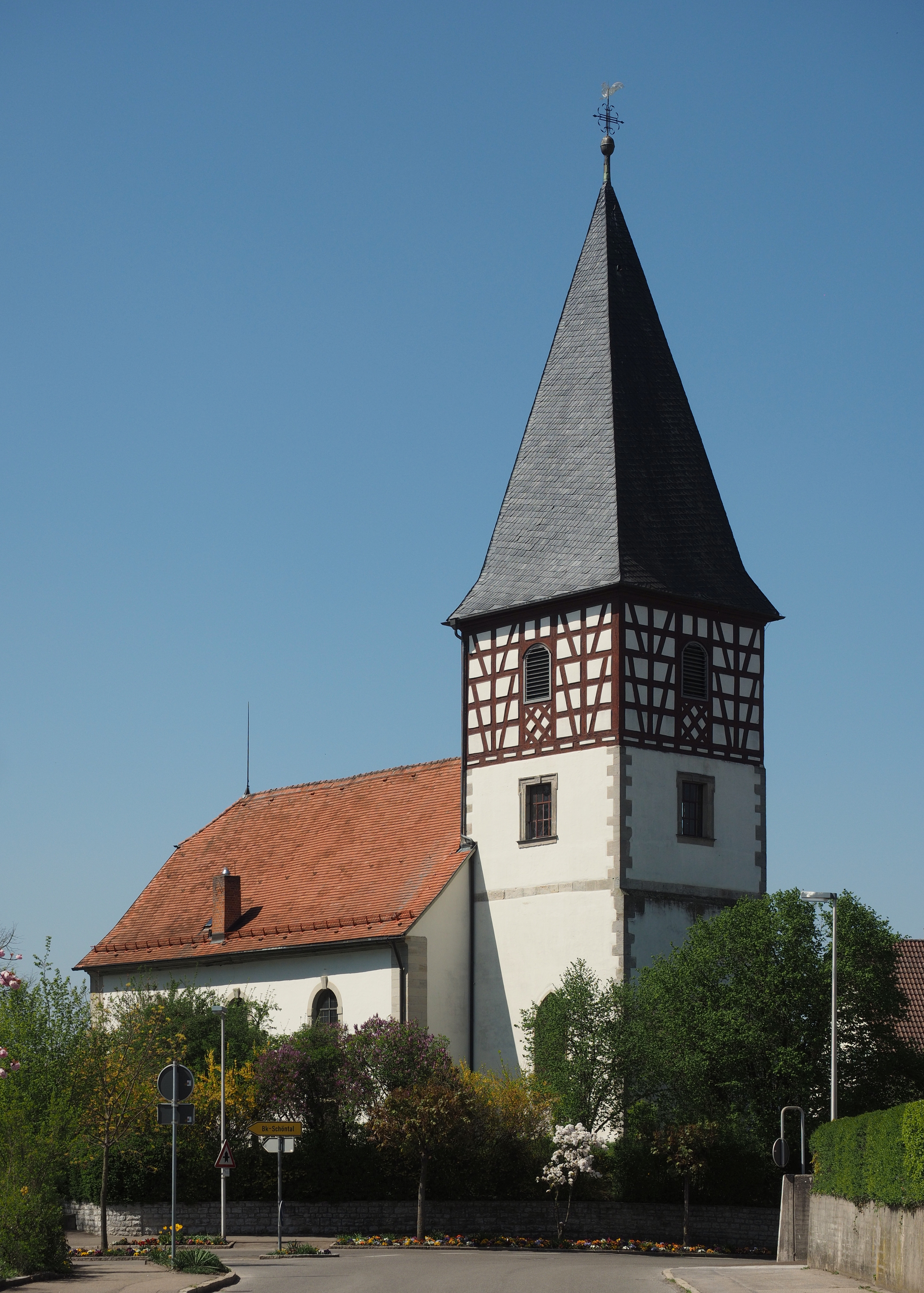
Pfarrkirche St. Juliana
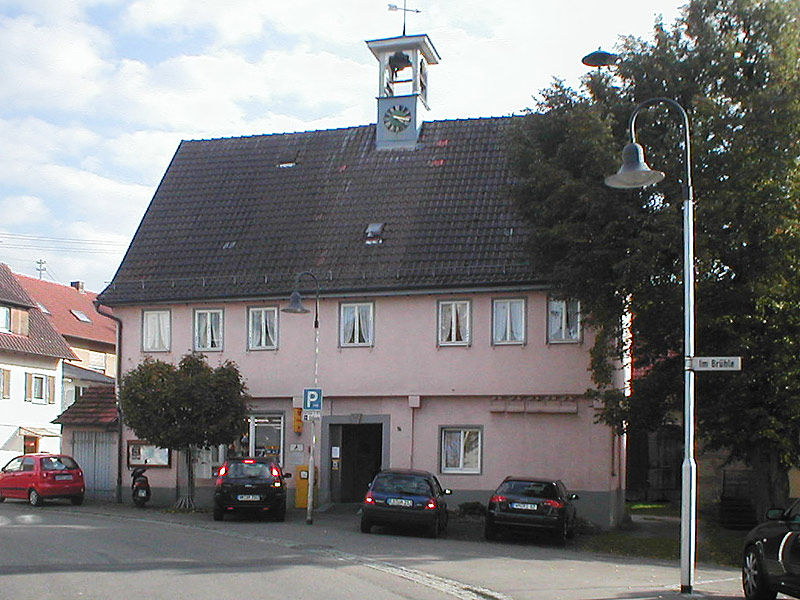
Altes Rathaus

In Kleinaspach befindet sich die historische Torkelkelter, die seit 1522 in Betrieb ist. Das Keltergebäude wurde 1794 erneuert und war bis 1936 in Benutzung. Heute gibt es dort lediglich noch gelegentliche Pressvorführungen. Die evangelische Pfarrkirche St. Nicolaus wurde bereits 1468 erwähnt und von 1790 bis 1792 in ihrer heutigen Gestalt erbaut (siehe Kirchengemeinde Kleinaspach). In der Nähe der Kirche befindet sich ein altes Backhaus von 1844.

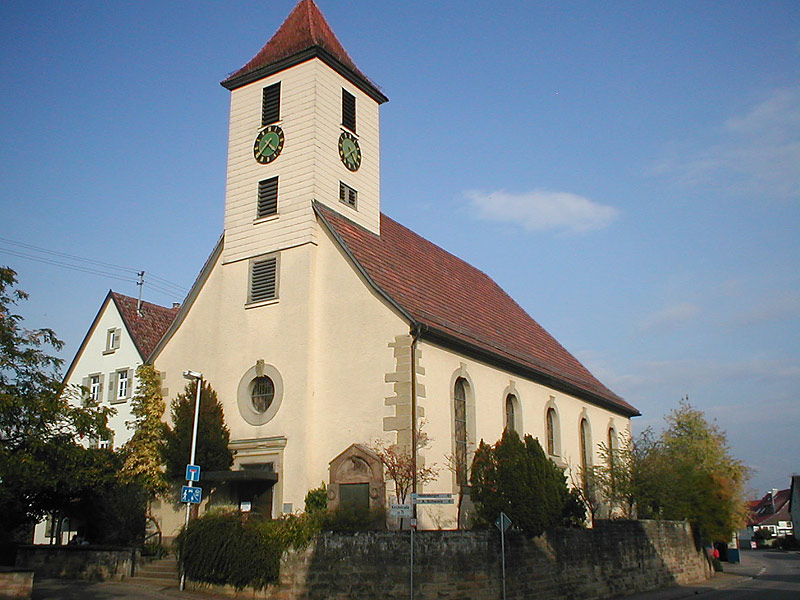
Pfarrkirche St. Nicolaus
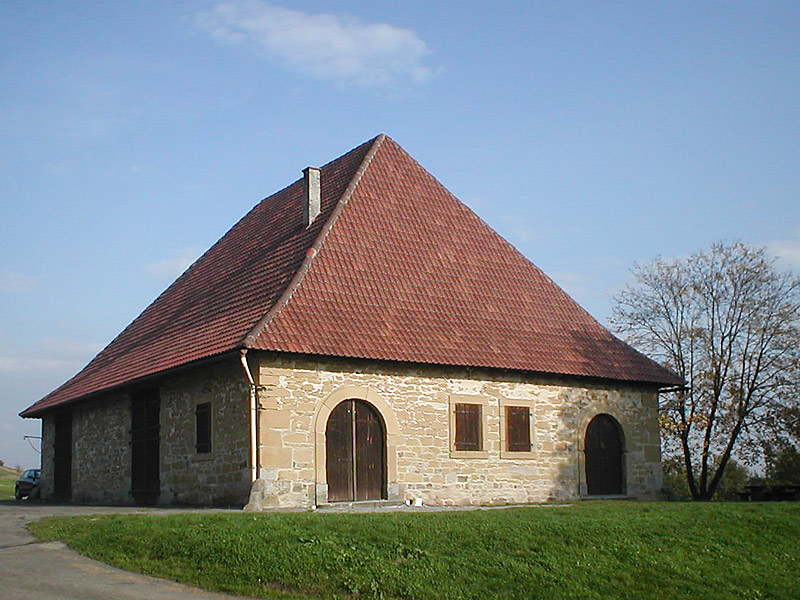
Torkel
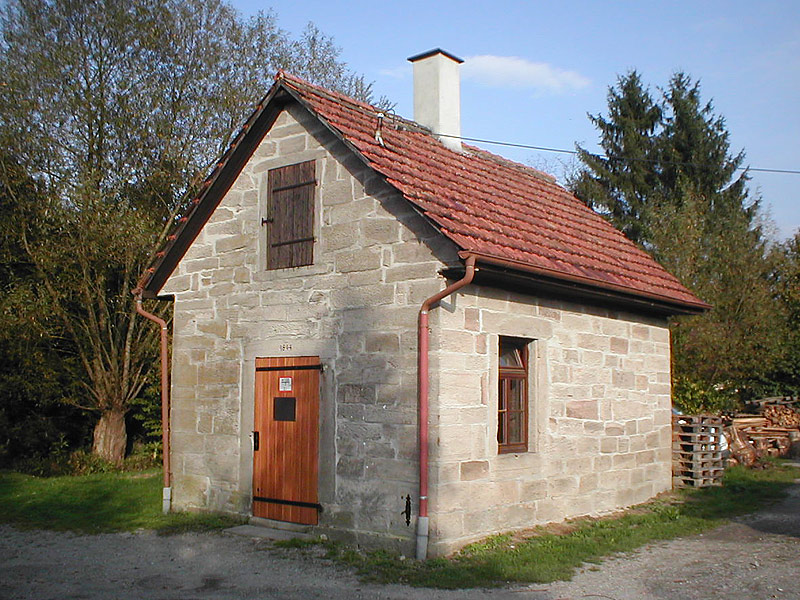
Backhaus

### Sport
Aspach ist Heimat der SG Sonnenhof Großaspach mit fast 850 Mitgliedern. Bekanntheit erlangte der Verein mit seinen von 2014 bis 2020 in der 3. Liga spielenden Fußballern, die ihre Heimspiele in der WIRmachenDRUCK Arena austragen.

## Persönlichkeiten

### Söhne und Töchter der Gemeinde
- Friedrich Tränkle (1886–1968), Politiker
- Oswald Seitter (1936–2010), Jurist und Justitiar, von 1984 bis 1996 Präsident der Synode der Evangelischen Landeskirche in Württemberg
- Hans Werner Aufrecht (* 1938), Ingenieur, Gründer von AMG

### Persönlichkeiten, die in Aspach wohnen oder gewohnt haben
- Andrea Berg (* 1966), Schlagersängerin, wohnt in Kleinaspach